# Rafael Martínez Nadal
Rafael Martínez Nadal (Mayagüez, 22 d'abril de 1877 - Guaynabo, 6 de juliol de 1941) fou un polític, senador, periodista, i empresari porto-riqueny. Va ser el tercer president del Senat de Puerto Rico, des de 1933 fins a 1941.
Va néixer el 22 d'abril de 1877 a Mayagüez, Puerto Rico. Es va quedar orfe des de molt jove, quan la seva mare, Estebanía Nadal Freyre va morir hores després del seu naixement, i el seu pare, Rafael Martínez Santana, morí quan ell tenia cinc anys. Després d'allò, va créixer a Maricao, Puerto Rico, amb les seves ties paternes, i va anar a estudiar a San Juan.
A l'edat de setze anys, el seu tutor li va enviar a Barcelona, per estudiar dret. Va interrompre els seus estudis per anar a viure a París. Va passar els següents anys entre París, Madrid i Barcelona, dedicant-se a diferents activitats empresarials.
El 13 d'agost de 1904, Martínez Nadal va retornar a Mayagüez, on es va dedicar al negoci del cafè També esdevingué un periodista i es va unir al Partit Republicà de Puerto Rico, fundat diversos anys abans pel doctor José Celso Barbosa. El 1908 va fundar el diari "El Combate". El  1912, es va traslladar a Ponce i va començar estudiar un altre cop, rebent el seu grau de dret. La seva practica esdevenia tan prominent que, fins i tot dècades més tard, molts observadors del tribunal feien broma amb una rima popular en castellà: "Temblaba la corte, temblaba el fiscal, temblaban los jueces, cuando llegaba Martínez Nadal".

## Carrera política

William D. Leahy amb Rafael Martinez Nadal

Martínez Nadal va ser elegit el 1914 com a membre de la Cambra de Delegats de Puerto Rico, la precursora de la Cambra de Representants de Puerto Rico, representant a Ponce. Com a membre del Partit Republicà de Puerto Rico, va ser elegit al Senat de Puerto Rico el 1920.
Quan el Partit d'Unió es va unir al Partit Republicà el 1924 formant l'Alianza Puertorriqueña, Martínez Nadal va deixar el seu partit per desacord. Llavors va formar un partit anomenat Partido Constitucional Histórico, alineant-se amb el Partit Socialista de Santiago Iglesias Pantín. Llavors fou reelegit el 1924 i el 1928.
Després que el Partit Alianza fou dissolt, Martínez Nadal va formar un altre partit anomenat la Unió Republicana, sota la seva presidència. Va ser reelegit el 1932 i va ser elegit President del Senat de Puerto Rico. Va servir com a President  fins a la seva mort el 6 de juliol de 1941 a Guaynabo, Puerto Rico.